# Умаров, Нариман Маджитович
Нариман Маджитович Умаров (узб. Narimon Majitovich Umarov; род. 1 августа 1952, Ташкент) — узбекский политик и государственный деятель, заместитель Спикера Законодательной палаты Олий Мажлиса, лидер партии «Адолат», кавалер ордена «Меҳнат шуҳрати».

## Образование
В 1974 году окончил Ташкентский политехнический институт по специальности «Гидрогеолог и инженер-геолог». Кандидат геолого-минерологических наук.

## Карьера
Трудовую деятельность начал в 1974 году. В НИИ «Гидроингео» прошел трудовой путь с должности старшего технического сотрудника до заместителя директора по науке. Работал над проблемами улучшения мелиоративного состояния орошаемых земель, разработки гидрогеологических прогнозов, связанных с высыханием Аральского моря, рационального использования подземных вод и их влияния на экологию и др. В 1984 году защитил диссертацию на соискание учёной степени кандидата геолого-минералогических наук. Является автором свыше 50 научных статей и 7 монографий.

### Политическая карьера
В 1997—2009 годах в должности руководителя Специализированной инспекции аналитического контроля Госкомприроды возглавил деятельность по разработке единой государственной системы мониторинга состояния окружающей среды.
В 2009—2013 годах занимал должность председателя Государственного комитета по охране природы. Принимал непосредственное участие в разработке и реализации Государственной программы по охране окружающей среды.
С 2009 года Н. М. Умаров является руководителем Международного благотворительного общественного Фонда экологии и здоровья «ЭКОСАН», с 2013 года — Председателем политического совета Социал-демократической партии Узбекистана «Адолат». В занимаемой должности руководит процессами разработки и реализации комплексных мер, направленных на укрепление деятельности депутатских групп СДПУ"Адолат" в органах государственного управления.
В 2014 году был избран депутатом Законодательной палаты Олий Мажлиса. С 2015 года свою деятельность осуществляет в качестве заместителя Спикера Законодательной палаты Олий Мажлиса и Председателя политического совета Социал-демократической партии Узбекистана «Адолат».
В 2012 году Нариман Умаров награждён орденом «Меҳнат шуҳрати».
В 2024 году награждён орденом «Фидокорона хизматлари учун».

## Личная жизнь
Женат. Имеет троих детей.